# Güssinger Bahn
| Kontinent | Europa               | | |
| Länder | Ungarn, Österreich   | | |
| Komitat, Bundesland | Vas, Burgenland      | | |
| Streckenbezogene Daten |                      | | |
| Bahnhof Körmend an der Ungarischen Westbahn |                      | | |
| Kursbuchstrecke (MÁV): | 23 (1956)            | | |
| Streckenlänge: | 23 km                | | |
| Spurweite: | 1435 mm (Normalspur) | | |
| |                      | | |
| \| \| \| Ungarische Westbahn von Győr-Rendező \| \| \| \| 0,0 \| Körmend \| Körmend \| \| \| \| nach Murska Sobota \| \| \| \| \| Ziegeleibahn \| \| \| \| \| Ungarische Westbahn nach Graz Hbf \| \| \| \| 5,7 \| Vasalja \| Vasalja \| \| \| 10,2 \| Pinkamindszent \| Pinkamindszent \| \| \| \| Pinka \| \| \| \| ≈ 11,9 \| Staatsgrenze Ungarn–Österreich \| Staatsgrenze Ungarn–Österreich \| \| \| 15,6 \| Strem früher Strém \| Strem früher Strém \| \| \| \| \| \| \| \| 19,5 \| Urbersdorf früher Orbánfalu; Übergang zur Waldbahn Punitz (Pferdebahn, 600 mm, 1905–1933) \| Urbersdorf früher Orbánfalu; Übergang zur Waldbahn Punitz (Pferdebahn, 600 mm, 1905–1933) \| \| \| \| \| \| \| \| \| \| \| \| \| 23,0 \| Güssing früher Németújvár; Übergang zu den Waldbahnen nach Neuberg und Rohr (beide 760 mm, 1913–1921) \| Güssing früher Németújvár; Übergang zu den Waldbahnen nach Neuberg und Rohr (beide 760 mm, 1913–1921) \| |                      | | |
| Strecke |                      | Ungarische Westbahn von Győr-Rendező                                                                  | Ungarische Westbahn von Győr-Rendező                                                                  |
| Bahnhof | 0,0                  | Körmend                                                                                               | Körmend                                                                                               |
| Abzweig geradeaus und nach links |                      | nach Murska Sobota                                                                                    | nach Murska Sobota                                                                                    |
| Kreuzung geradeaus oben (Querstrecke außer Betrieb) |                      | Ziegeleibahn                                                                                          | Ziegeleibahn                                                                                          |
| Abzweig ehemals geradeaus und nach links |                      | Ungarische Westbahn nach Graz Hbf                                                                     | Ungarische Westbahn nach Graz Hbf                                                                     |
| Haltepunkt / Haltestelle (Strecke außer Betrieb) | 5,7                  | Vasalja                                                                                               | Vasalja                                                                                               |
| Bahnhof (Strecke außer Betrieb) | 10,2                 | Pinkamindszent                                                                                        | Pinkamindszent                                                                                        |
| Brücke über Wasserlauf (Strecke außer Betrieb) |                      | Pinka                                                                                                 | Pinka                                                                                                 |
| Grenze (Strecke außer Betrieb) | ≈ 11,9               | Staatsgrenze Ungarn–Österreich                                                                        | Staatsgrenze Ungarn–Österreich                                                                        |
| Bahnhof (Strecke außer Betrieb) | 15,6                 | Strem früher Strém                                                                                    | Strem früher Strém                                                                                    |
| |                      | | |
| Bahnhof (Strecke außer Betrieb) | 19,5                 | Urbersdorf früher Orbánfalu; Übergang zur Waldbahn Punitz (Pferdebahn, 600 mm, 1905–1933)             | Urbersdorf früher Orbánfalu; Übergang zur Waldbahn Punitz (Pferdebahn, 600 mm, 1905–1933)             |
| |                      | | |
| |                      | | |
| Kopfbahnhof Streckenende (Strecke außer Betrieb) | 23,0                 | Güssing früher Németújvár; Übergang zu den Waldbahnen nach Neuberg und Rohr (beide 760 mm, 1913–1921) | Güssing früher Németújvár; Übergang zu den Waldbahnen nach Neuberg und Rohr (beide 760 mm, 1913–1921) |

Die Güssinger Bahn war eine Bahnstrecke im Grenzgebiet von Ungarn und Österreich. Sie verband die Stadt Güssing, den Hauptort des gleichnamigen Bezirkes im südlichen Burgenland, seit dem 1. September 1909 mit dem im Raabtal an der Ungarischen Westbahn Győr–Celldömölk–Szombathely–Fehring–Graz gelegenen Bahnhof Körmend in Ungarn.

## Geschichte

### Allgemein
Die Lokalbahn war von der Körmend-Németújvári h.é. vasút (Körmend-Güssinger Lokaleisenbahn-AG) gebaut und betrieben worden (Konzession des königlich ungarischen Handelsministeriums vom 23. Juli 1908).
Auch nachdem der Bezirk Güssing von Ungarn nach dem Ersten Weltkrieg in die Republik Österreich eingegliedert und die Bahn von der neuen Grenze durchschnitten worden war, führte weiterhin die Ungarische Staatsbahn den Betrieb der Güssinger Lokalbahn. Die Verbindungen beschränkten sich aber, was den Personenverkehr betrifft, auf ein Zugspaar pro Tag. Eine Verbindung mit dem Schienennetz auf österreichischem Staatsgebiet bestand nicht. Nach Ende des Zweiten Weltkrieges wurde der österreichische Streckenabschnitt wegen der Abschottung durch den Eisernen Vorhang stillgelegt. Seitdem findet im Bezirk Güssing kein Schienenverkehr mehr statt. Auch das umfangreiche Netz von Waldbahnen, das als Zubringer zur Eisenbahn fungierte, existiert nicht mehr.
1959 wurde der Verkehr auf dem verbliebenen ungarischen Streckenabschnitt zwischen Körmend und Pinkamindszent eingestellt. 1962 wurden die Gleise demontiert. Im Rahmen der Neuerrichtung der Geschriebenstein Straße (B56) wurde zwischen Güssing und Moschendorf der alte, meist geradlinig verlaufende Bahndamm für den Straßenbau herangezogen. Zwischen Moschendorf und der Staatsgrenze bei Strem sind noch Reste der Gleise vorhanden.
Der Bezirk Güssing ist seitdem der einzige politische Bezirk in Österreich ohne Bahnanbindung. Das desolate Bahnhofsgebäude von Strem stand in privatem Besitz und wurde 2018 abgerissen. Das Bahnhofsgebäude von Güssing als letzter erhaltener Bahnhof der Strecke wird seit dessen aufwändiger Restaurierung als privates Wohnhaus und Arztpraxis genutzt. Der Lokschuppen in Güssing wurde allerdings in den 1990er-Jahren abgerissen. Sowohl in Güssing als auch in Strem erinnert die Bahnhofstraße noch heute an die ehemalige Eisenbahn.

### Staatsgrenze bei Strem (km 12,331) – Güssing
- Betriebseinstellung: Kriegsende 1945.
- Einstellungsverfügung: Bundesministerium für Verkehr und Elektrizitätswirtschaft vom 28. Jänner 1957, Zl. R/142/1-57, betreffend die gänzliche und dauernde Einstellung des Gesamtverkehrs mit Wirksamkeit vom 1. Jänner 1957.
- Baulänge: 10,879 km.

Bis 31. Oktober 1926 von MÁV betrieben, dann Strecke Güssing – Strem von den BBÖ für Rechnung des Eigentümers, Strecke Strem – Staatsgrenze im Pachtbetrieb der MÁV. Zufolge Kundmachung des Bundesministeriums für Handel und Verkehr vom 27. Oktober 1931, BGBl Nr. 336, mit Wirksamkeit vom 1. Juli 1929 verstaatlicht. Gemäß BGBl Nr. 102 vom 26. März 1931 war die Weiterführung dieser Linie von Güssing über Heiligenkreuz nach Mogersdorf vorgesehen, gelangte jedoch nie zur Ausführung, obwohl auch nach 1945 wieder Bestrebungen dafür bestanden.
In den letzten Kriegstagen 1945 wurden zwischen Strem und Güssing circa 450 beschädigte Güterwagen abgestellt, und die Brücken im km 15,817 und km 16,568 waren durch Sprengungen schwer beschädigt. Nachdem sowjetische Eisenbahnpioniere die Strecke behelfsmäßig wieder befahrbar gemacht hatten, wurden die Schadwagen abgefahren. Dem Vernehmen nach gab es dann noch einige Zeit hindurch sowjetische Militärtransporte, die Wiederaufnahme des öffentlichen Verkehrs unterblieb jedoch.
Mit Erlass vom 1. Februar 1967, Zl. 54060-16-1967, betraute das Bundesministerium für Verkehr und verstaatlichte Unternehmungen den Landeshauptmann des Burgenlandes mit der Vollziehung des eisenbahnrechtlichen Verfahrens zur Feststellung der zu beseitigenden Eisenbahnanlagen und der zu treffenden baulichen Maßnahmen für die Strecke Staatsgrenze bei Strem – Güssing. Es bestand immerhin noch die Möglichkeit der Güterbeförderung mittels eines jeden zweiten Tag Güssing bedienenden Lkw des ÖBB-Kraftwagendienstes. Dieser Lkw wurde über Nacht im ehemaligen Lokschuppen abgestellt. Doch auch diese Möglichkeit fiel ab dem 1. März 1967 weg, als mit Zl. 1164/1-1967 die Güternebenstelle Güssing aufgelassen wurde.

## Bilder

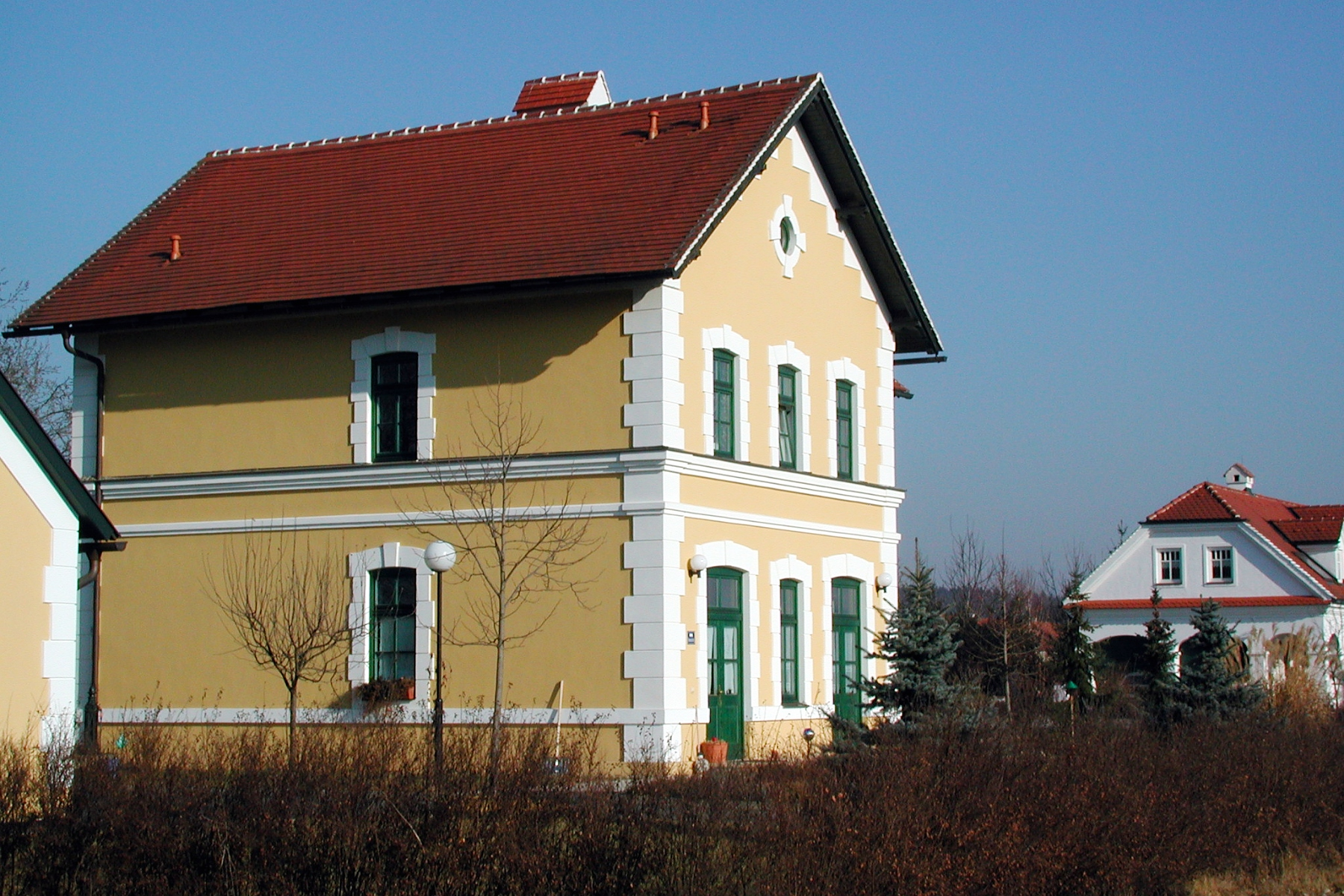
Ehemaliges Bahnhofsgebäude in Güssing
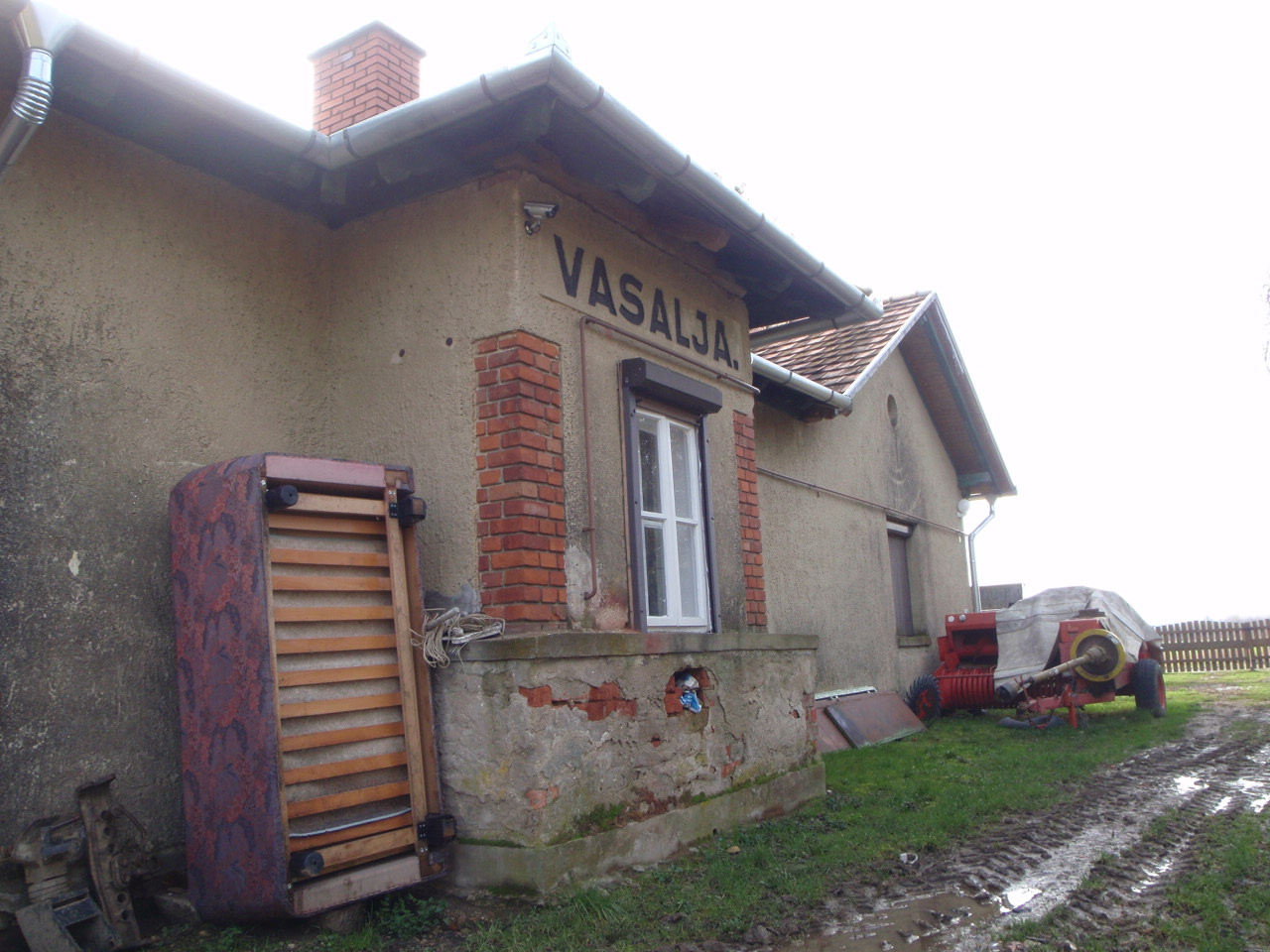
Ehemaliges Empfangsgebäude in Vasalja
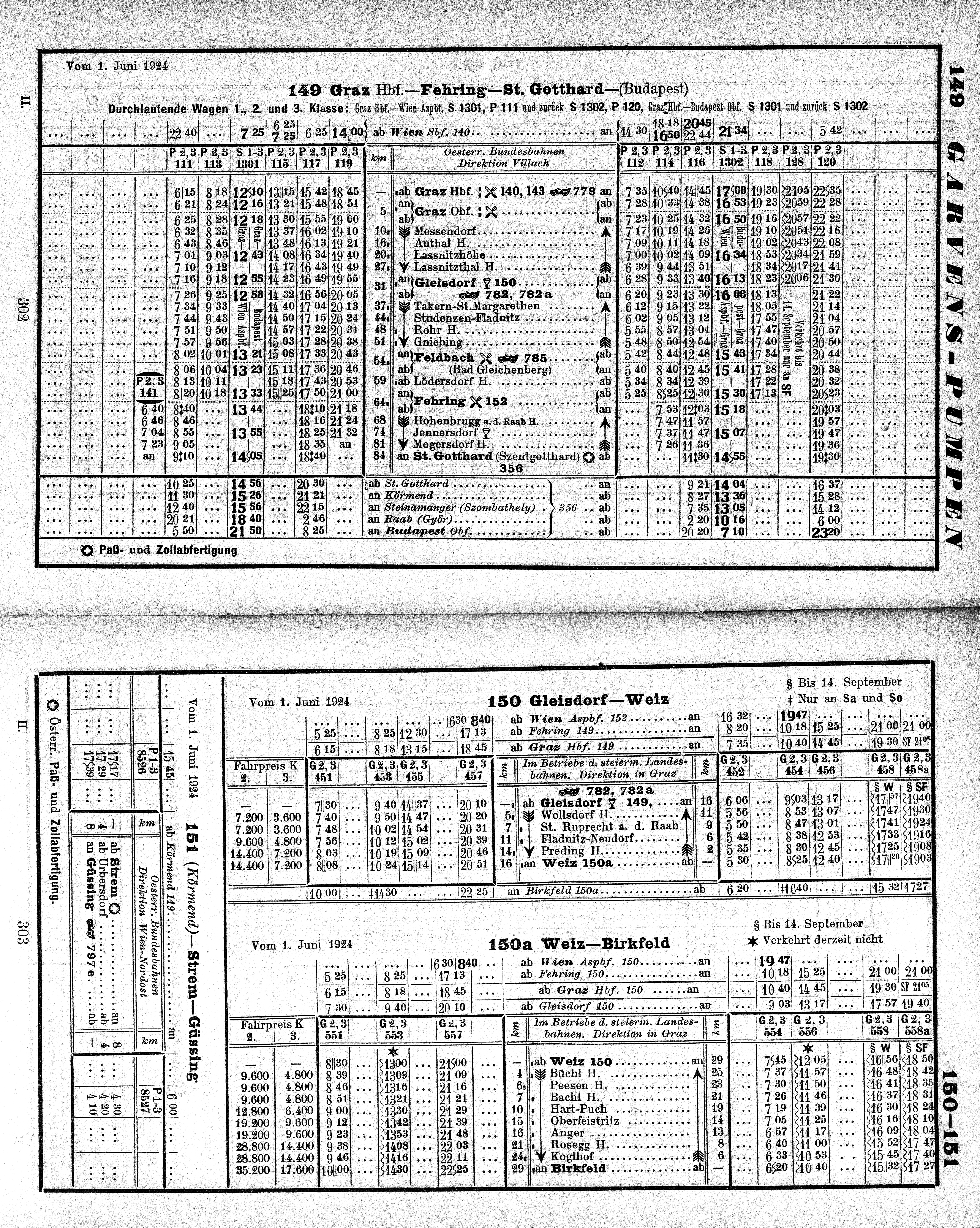
Fahrplan Sommer 1924 (unten links)
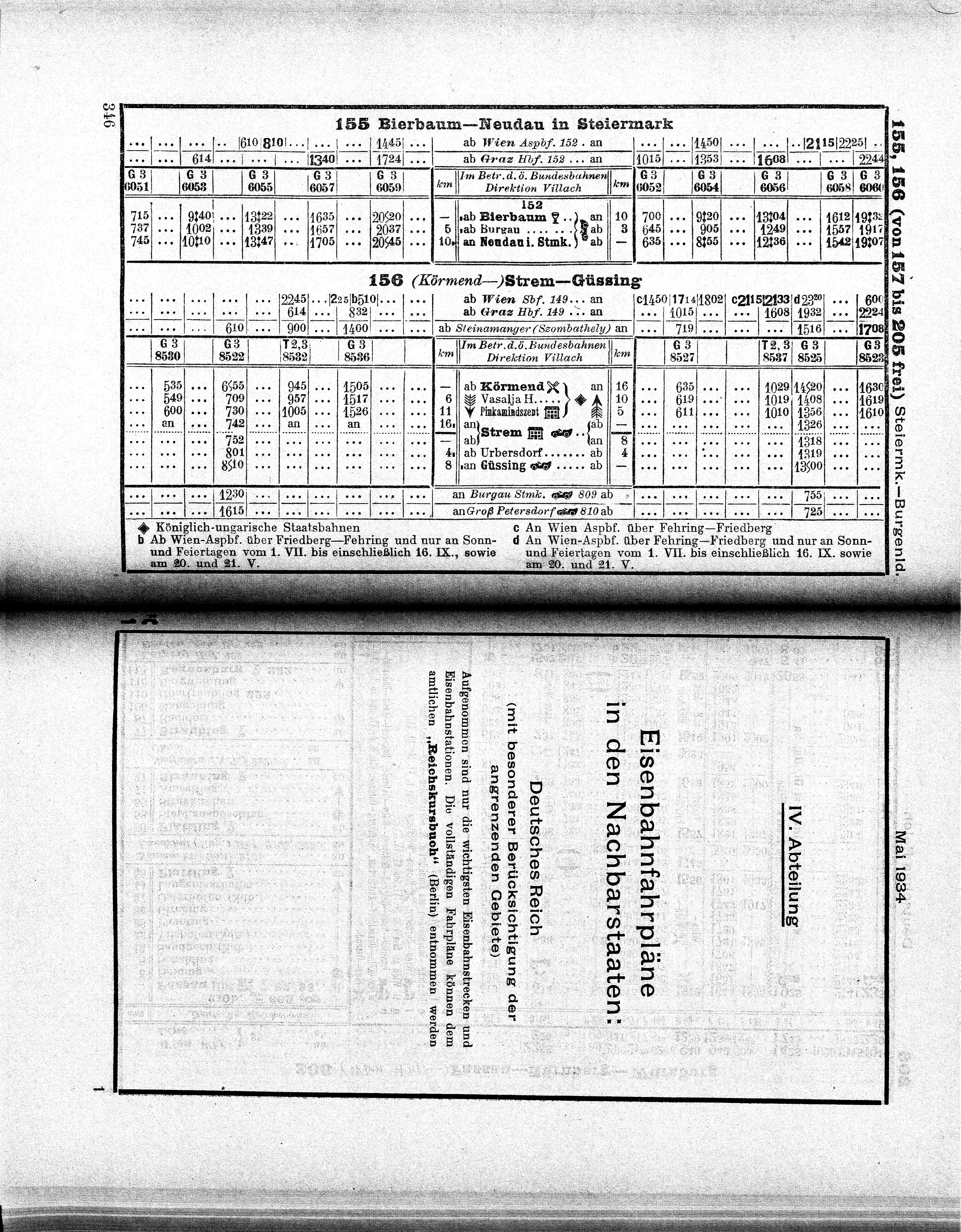
Fahrplan Sommer 1934